# چنار دورگه
چنار دورگه یا چنار لندن (نام علمی: Platanus ×hispanica) نام یک گونه از سرده چنار است. گمان بر این است که این گیاه دورگه از ترکیب چنار خاوری و چنار آمریکائی به وجود آمده است.